# Craigleith (île)
Pour les articles homonymes, voir Craigleith.
Craigleith est une petite île du Firth of Forth, non loin de North Berwick dans l'East Lothian  (Écosse). Son nom vient de l'écossais Creag liath, « roche grise ».
Craigleith est la première des quatre îles de North Berwick avec Bass Rock, Fidra et The Lamb. Il s'agit de l'île la plus proche du port de North Berwick. Comme la plupart des îles du Firth of Forth, Craigleith abrite une colonie aviaire. Des plongeurs s'exercent fréquemment à proximité de l'île.